# Mesure de comptage
La mesure de comptage (ou mesure de dénombrement) est une mesure positive associée à la cardinalité d'un ensemble. 
Si l'on note {\displaystyle \mu } la mesure de comptage sur la tribu des parties d'un ensemble {\displaystyle X}, on a, pour tout {\displaystyle A\subset X} :
{\displaystyle \mu (A)={\begin{cases}\vert A\vert &{\text{si }}A{\text{ est fini}}\\+\infty &{\text{si }}A{\text{ est infini.}}\end{cases}}}
Par définition de l'intégrale de Lebesgue, pour toute application {\displaystyle f:X\to \mathbb {R} _{+}}, on a :
L'intégrale pour la mesure de comptage est donc une somme (ou une série). Elle est particulièrement utile avec les suites numériques. Ainsi les divers théorèmes associés à la théorie de la mesure s'appliquent aux séries (inversion série/intégrale et série/limite par exemple).

## Exemples
Soit {\displaystyle E} un ensemble fini de réels. L'intégrale de l'application identité {\displaystyle \mathrm {id} _{E}} est {\displaystyle \int \mathrm {id} _{E}\,\mathrm {d} \mu =\sum _{x\in E}x}.
Soit une suite {\displaystyle (u_{n})_{n\in \mathbb {N} }} de réels positifs et son application associée {\displaystyle u:\mathbb {N} \to \mathbb {R} _{+},\;n\mapsto u_{n}}. On a {\displaystyle \int u\,\mathrm {d} \mu =\sum _{n\in \mathbb {N} }u_{n}}.